# Lijst van beelden in Zaanstad
Dit is een (onvolledige) chronologische lijst van beelden in Zaanstad. Onder een beeld wordt hier verstaan elk driedimensionaal kunstwerk in de openbare ruimte van de Nederlandse gemeente Zaanstad, waarbij beeld wordt gebruikt als verzamelbegrip voor sculpturen, standbeelden, installaties, gedenktekens en overige beeldhouwwerken.
Voor een volledig overzicht van de beschikbare afbeeldingen zie: Beelden in Zaanstad op Wikimedia Commons.
| Geplaatst     | Omschrijving                                   | Kunstenaar                                 | Straat                                           | Plaats           | Materiaal               | Afbeelding |
| ------------- | ---------------------------------------------- | ------------------------------------------ | ------------------------------------------------ | ---------------- | ----------------------- | ---------- |
| 1724          | twee wapenstenen                               | Jacob van der Beek                         | bij de Wilhelminasluis                           | Zaandam          | natuursteen             |            |
| 1908          | Adelaar                                        | Willem Alexander Dekker                    | aan de Zaan                                      | Wormerveer       | beton                   |            |
| 1911          | Peter de Grote                                 | Léopold-Bernard Bernstamm                  |                                                  | Zaandam          | brons                   |            |
| 1948          | Verzetsmonument                                | Theo van Reijn                             | Plantsoen van het verzet                         | Zaandam          |                         |            |
| 1948          | Christus Koning                                | Jan Verdonk                                | Oostzijde, bij St. Bonifatiuskerk                | Zaandam          |                         |            |
| 1949          | Vrouwe Justitia (Algemeen Herdenkingsmonument) | Geurt Brinkgreve                           | Zaanweg                                          | Wormerveer       |                         |            |
| ca. 1950/1955 | Gezin                                          | Cor Hund                                   | Provincialeweg                                   | Zaandam          |                         |            |
| 1952          | Oorlogsmonument                                | Arie van den Berg                          | Zuiderhoofdstraat                                | Krommenie        |                         |            |
| 1958          | Leda en de zwaan                               | Jan Wolkers                                | Stationsstraat                                   | Zaandam          |                         |            |
| ca. 1960      | Mirjam                                         | Oswald Wenckebach                          | Heiligeweg                                       | Krommenie        |                         |            |
| 1963          | Willem Jansen                                  | Slavomir Miletić                           | Allenstraat, J.J.                                | Westzaan         |                         |            |
| 1964          | Pourquoi                                       | Slavomir Miletić                           | Verzetstraat/Breestraat                          | Koog aan de Zaan | beton                   |            |
| 1964          | Zeemeermin                                     | Katinka van Rood                           | Wezelstraat 1b (Zwembad Zaangolf)                | Koog aan de Zaan |                         |            |
| 1966          | Vrouw met stola                                | Pieter d' Hont                             | Hoogstraat                                       | Koog aan de Zaan |                         |            |
| 1968          | Michaël                                        | Nic Jonk                                   | Leeghwaterweg 7, school                          | Zaandam          |                         |            |
| 1971          | Mensen onderweg                                | Gerard van der Leeden                      | Lambert Meliszstraat                             | Westzaan         |                         |            |
| 1977          | Stier met vrouw                                | Julia van Verschuer                        | Westzijde                                        | Zaandam          | brons                   |            |
| 1977          | Prometheus die het vuur steelt                 | Geer Steyn                                 | Botenmakersstraat, brandweerkazerne              | Zaandam          | musschelkalksteen       |            |
| 1977          | Japanse Krijger                                | Adine Engelman                             | Sluispad                                         | Wormerveer       |                         |            |
| 1978          | De appels der Hesperiden                       | Nic Jonk                                   | Bannehof                                         | Zaandijk         |                         |            |
| 1978          | Boom met vogels                                | Louis Paul                                 | Heiligeweg                                       | Krommenie        |                         |            |
| 1980          | Nereïden met dolfijn                           | Gerard van der Leeden                      | Krommeniedijk                                    | Krommenie        |                         |            |
| 1980          | De Neus (of zittend figuur)                    | Jan Snoeck                                 | Drielse Wetering                                 | Zaandam          | keramiek                |            |
| 1981          | Jonge olifanten                                | Jan Baptist de Winter                      | Noordsterweg                                     | Wormerveer       |                         |            |
| 1984          | Ichthus                                        | Theresia van der Pant                      | Oostkade                                         | Zaandam          | brons                   |            |
| 1985          | Leo Tolstoj                                    | Jan Baptist de Winter                      | Tolstoistraat                                    | Zaandam          |                         |            |
| 1990          | Monument voor Joop den Uyl                     | Jan Wolkers                                | Dr. J.M. den Uylbrug                             | Zaandam          | roestvast staal en glas |            |
| 1992          | Concaaf convex (bol en hol)                    | Bart Drolenga                              | Langeweide, (winkelcentrum Westerwatering)       | Zaandam          | staal                   |            |
| 1993          | Zonder titel                                   | Nout Visser                                | Prins Clausbrug                                  | Wormerland       | graniet en staal        |            |
| 1993          | Bollen                                         | Lies van der Sluis                         | Lindenlaan 2                                     | Zaandam          | beton                   |            |
| 1998          | Carry van Bruggen                              | Helen Frik                                 | Vaartbrug                                        | Zaandam          |                         |            |
| 1998          | Hielke en Sietse Klinkhamer in De Kameleon     | Annemie de Wit                             | Zuiderhoofdstraat/Padlaan                        | Krommenie        |                         |            |
| 1998          | Pasillo                                        | Anneke Schollaardt                         | Zaanse Schans                                    | Zaandam          | staal                   |            |
| 1999          | Keteltje                                       | Axel van der Kraan en Helena van der Kraan | Marktplein                                       | Wormerveer       | brons                   |            |
| 2001          | Februaristaking                                | Truus Menger-Oversteegen                   | Wilhelminastraat                                 | Zaanstad         |                         |            |
| 2004 (1963)   | De Houtwerker                                  | Slavomir Miletić                           | Stationsstraat                                   | Zaandam          |                         |            |
| 2006          | Olifant                                        | onbekend                                   | aan de oever van de Zaan                         | Zaandam          |                         |            |
| 2007          | Personeelsbeeld Kabel Metaal                   | onbekend                                   | Noorder IJ - en Zeeweg                           | Zaandam          | metaal                  |            |
| 2008          | Verwijzing                                     | Kees Verschuren                            | entree woonwijk Saendelft                        | Assendelft       |                         |            |
| 2010          | Het weesmeisje                                 | Jans van Baarsen                           | Warmoesstraat                                    | Wormerveer       |                         |            |
| 2010          | Klankschaal                                    | Jerome Symons                              | Pier bij Wilhelminabrug                          | Zaandam          |                         |            |
| 2016          | Sluiswachtershuisje                            | Jan Willem Kaaijk                          | aan de oever van de Zaan, bij de Wilhelminasluis | Zaandam          | cortenstaal             |            |
| ?             | Fluitspelend jongetje en meisje                | Gerarda Rueter                             | Eikelaan                                         | Krommenie        |                         |            |